# Salorino (Spanyolország)
Salorino (aszturleóni és extremadurai nyelven Salorinu) egy község Spanyolországban, Cáceres tartományban. Salorino Alcántara, Herreruela, Membrío, Valencia de Alcántara, Brozas és San Vicente de Alcántara községekkel határos. Lakosainak száma 537 fő (2024).

## Népesség
A település népessége az elmúlt években az alábbi módon változott:
| Lakosok száma | 759  | 777  | 743  | 689  | 686  | 642  | 629  | 565  | 566  | 537  |
|               | 2001 | 2004 | 2006 | 2009 | 2011 | 2014 | 2016 | 2019 | 2021 | 2024 |